# Frischkäse

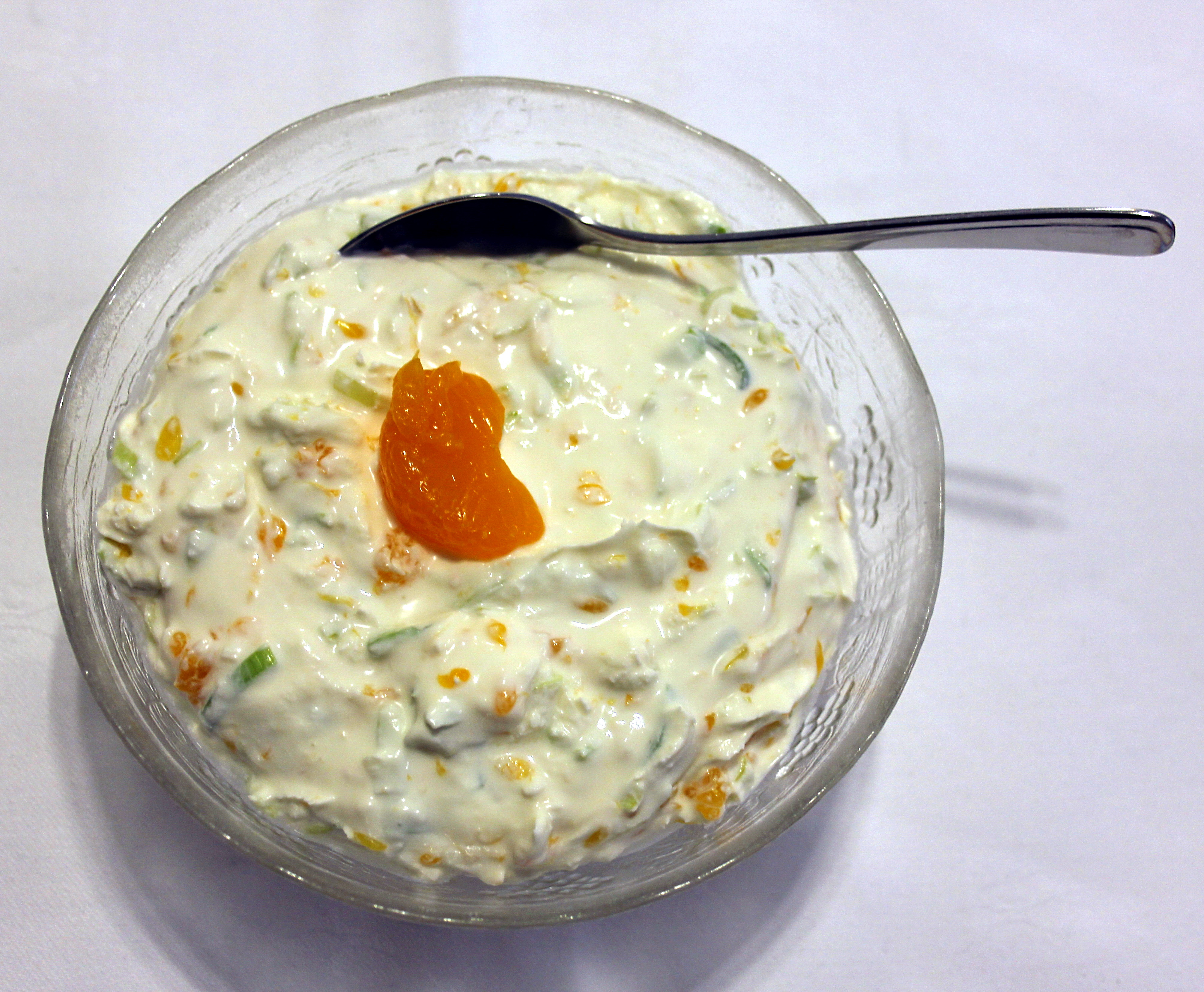
Frischkäse mit Lauch und Mandarinen

Frischkäse sind Sorten von Käse, die im Gegensatz zu anderen Käsesorten nicht oder nur sehr wenig reifen müssen und frisch verzehrt werden. Frischkäse werden in Deutschland zum Beispiel als Brotaufstrich, für Cremes, Dips und zum Backen verwendet. Frischkäse werden aus Milch hergestellt, die entweder nur durch Säuerung oder durch eine Kombination einer Säure mit einer Lab-Fällung dickgelegt wird. Durch Zugabe von Rahm wird der Fettgehalt eingestellt. Werden Kräuter, Früchte usw. beigegeben, handelt es sich um eine Frischkäse-Zubereitung. Die Haltbarkeit schwankt je nach Sorte: Magerquark hat eine Haltbarkeit von etwa drei Wochen und Doppelrahmfrischkäse von etwa drei Monaten. Frischkäse kann unterschiedliche Konsistenzen haben: pastös (z. B. Speisequark), gallertartig (z. B. Schichtkäse, Mozzarella) oder körnig (z. B. Hüttenkäse).

## Herstellung
Zur Herstellung von Frischkäse (z. B. Quark) werden Milchsäurebakterien sowie meist auch eine geringe Menge Lab oder Lab-Austauschstoffe der erhitzten Milch zugesetzt. Nun beginnt die Dicklegung der Milch. Durch Koagulieren des Caseins wird die so genannte „Gallerte“ (die „Dickete“) ausgefällt. Zuerst wird der Bruch mit einer Käseharfe geschnitten, wodurch es zum Molkenaustritt kommt (Synärese), je kleiner die Bruchkorngröße, desto mehr Molke tritt aus und desto fester wird der Käse. Die Synärese und der Molkenaustritt werden durch das Erwärmen des Quarkbruchs auf 35–55 °C gefördert. Mittels Separatoren (bei Quark), Tüchern oder Sieben (bei Weich- und Hartkäse) wird der Molkenabfluss verstärkt.
Der so gewonnene Magerquark wird nun mit Sahne in gewünschter Fettgehaltstufe angereichert, abschließend passiert, um ein gleichmäßiges Gefüge zu erhalten.
Im Gegensatz zum Speisequark, der so gut wie gar nicht reift, bewirken bei Frischkäsesorten Oidien- und Edelschimmelarten sowie Hefen, dass ein leicht säuerlicher Nusskern- oder Champignongeschmack entsteht.
Um körnigen Frischkäse zu erhalten, wird der Käsebruch in Weizenkorngröße geschnitten, erwärmt, gewaschen und mit süßer Sahne und Salz versetzt.

Herstellung von körnigem Ziegen-Frischkäse
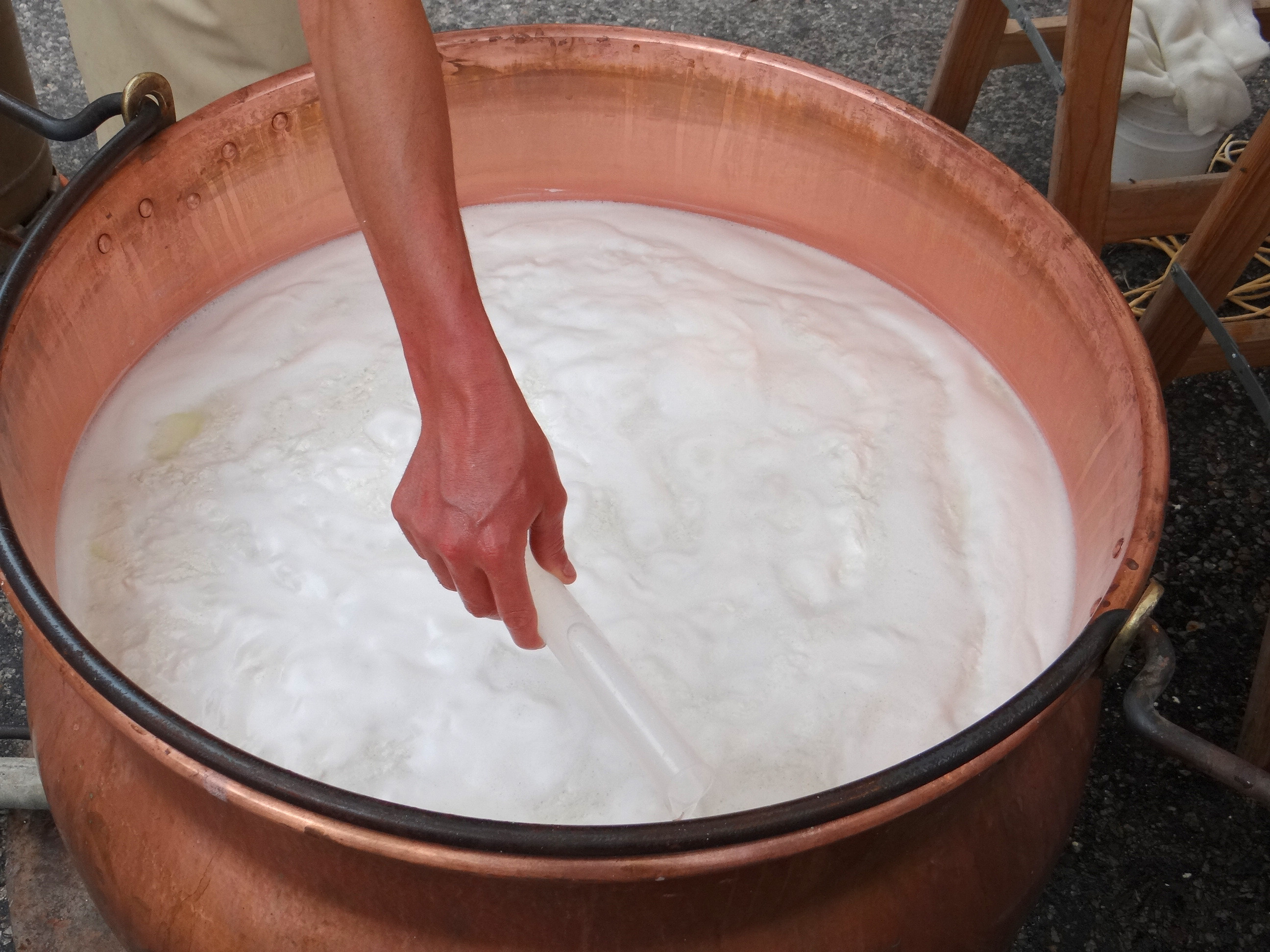
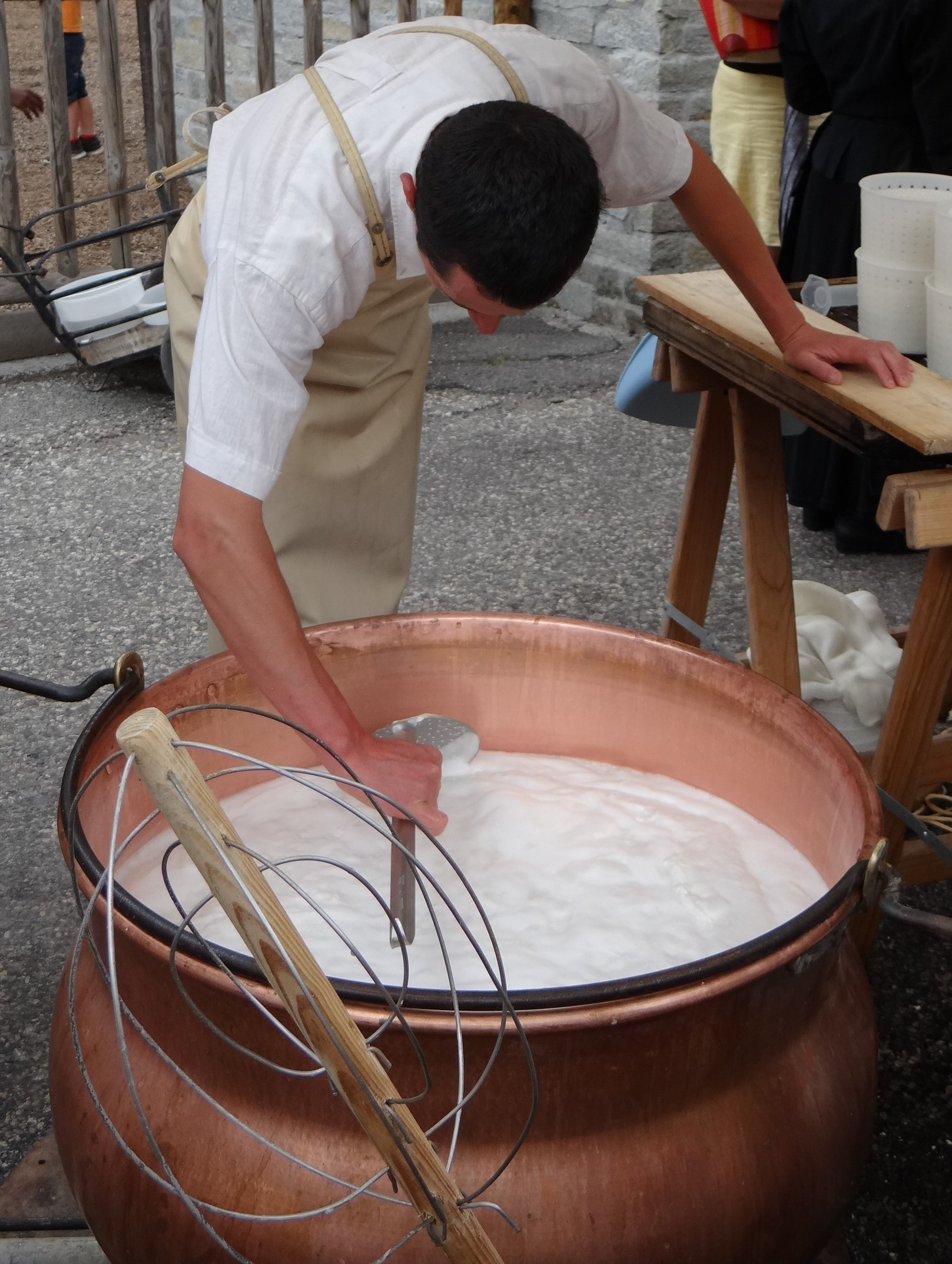
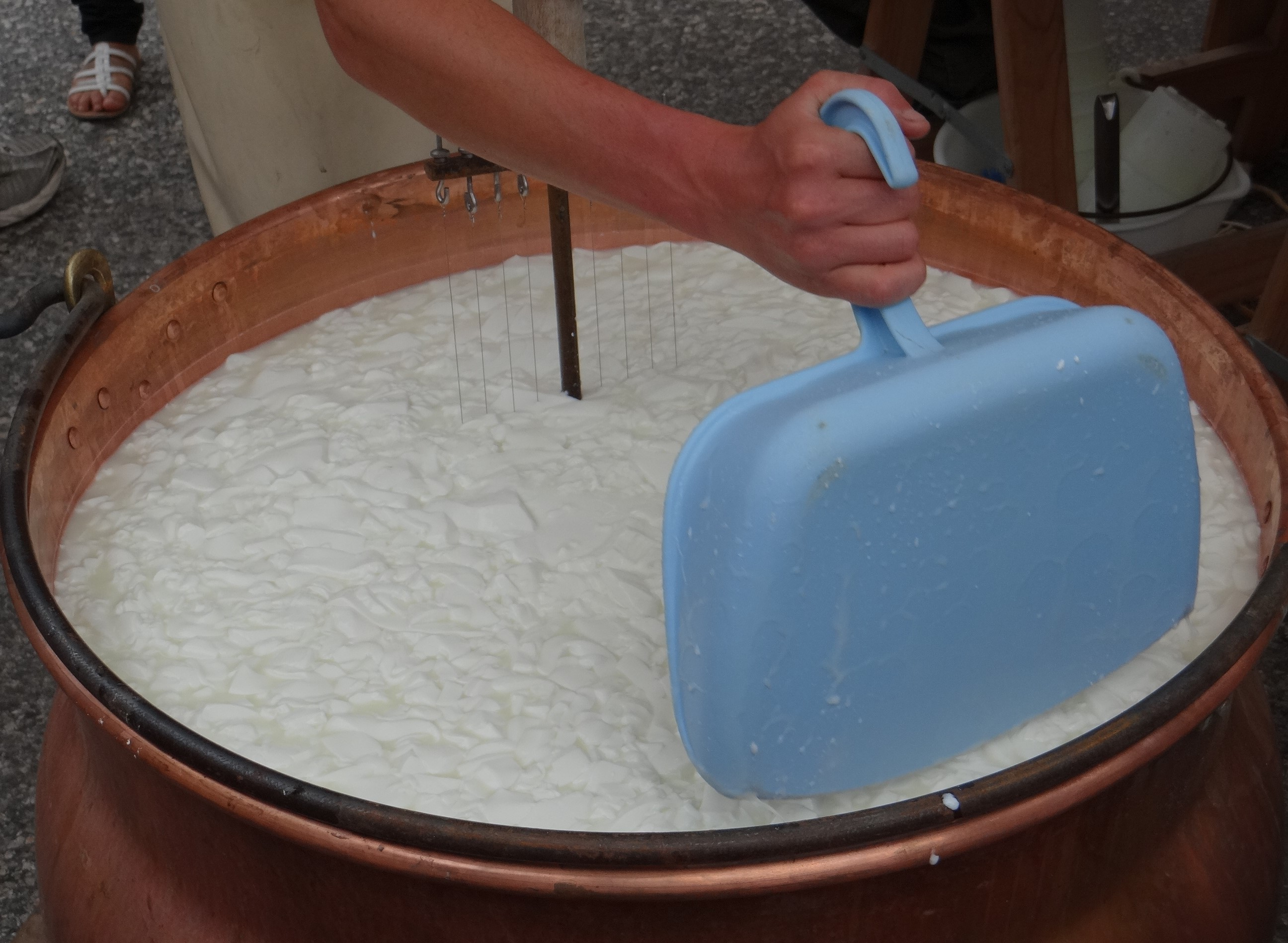
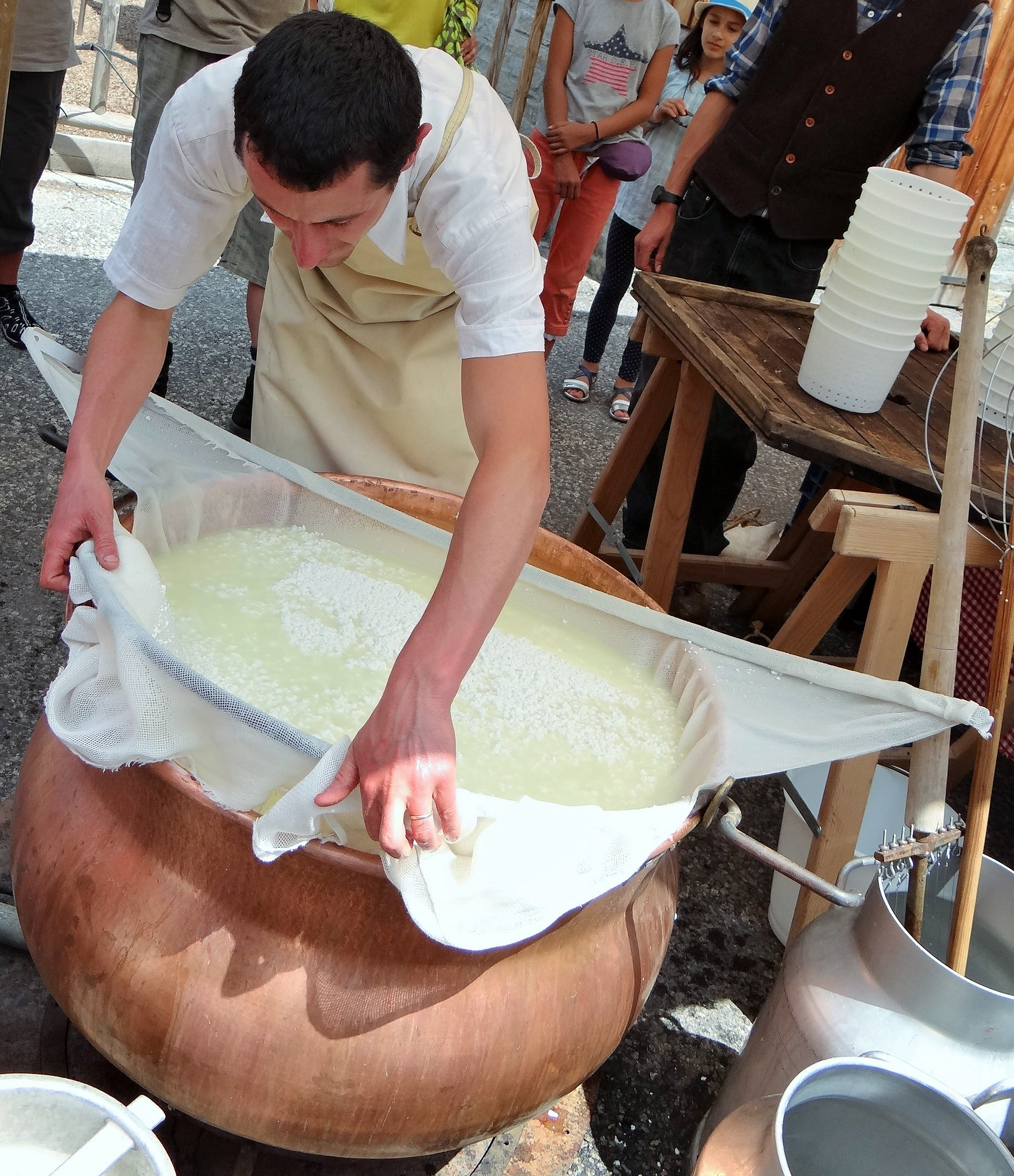
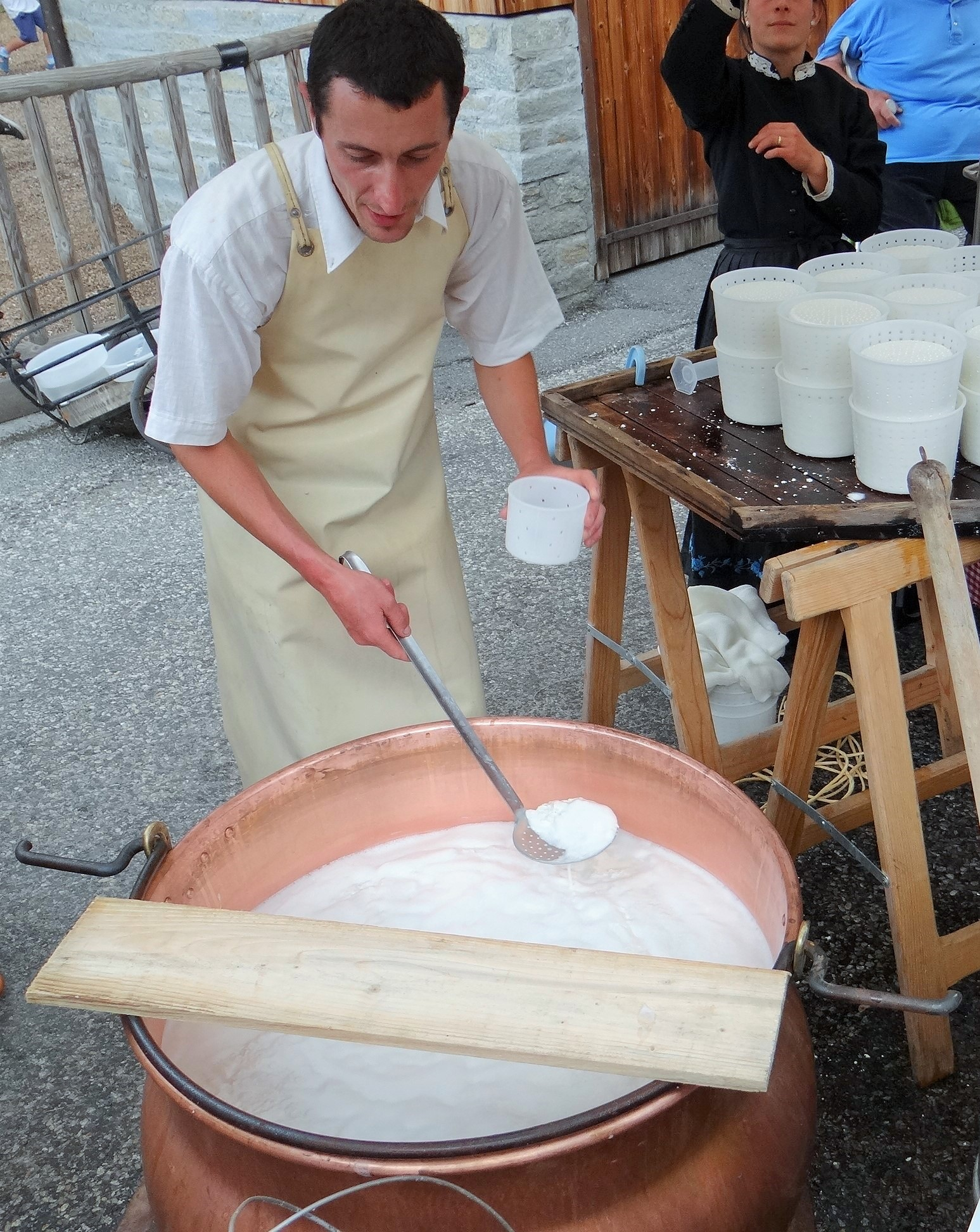

## Verwendung
Unter dem Aspekt der Verwendung durch die Konsumenten gehören die Frischkäse zu den Streichkäsen (im Sinne eines Überbegriffs für Frischkäse, Schmelzkäse u. a.).

## Deutschland
In der deutschen Käseverordnung gibt es für Frischkäse eine eigene Käsegruppe. Frischkäse muss einen Wassergehalt in der fettfreien Käsemasse von über 73 Prozent aufweisen. Deswegen ist er auch nur kurz haltbar und muss möglichst gekühlt gelagert werden. Im Gegensatz zu anderen Käsesorten ist für die Bereitung von Frischkäse weniger Lab, eine geringere Denaturierungstemperatur und eine längere Denaturierungszeit erforderlich. Manchmal werden ihm Küchenkräuter und Gewürze beigemischt. Erhältlich ist er in allen Fettstufen.

## Frischkäsesorten-Beispiele
- Brimsen
- Brousse du Rove
- Burrata
- Hüttenkäse, auch körniger Frischkäse, cottage cheese (wird aus Magermilch hergestellt, aber teils mit Sahne verfeinert)
- Mascarpone
- Panir
- Quark, auch Weißkäse, österreichisch: Topfen oder Schotten
- Rahm- und Doppelrahmkäse
- Ricotta
- Schichtkäse
- Ziger

Alle Varianten haben keine Rinde und besitzen ein frisches, mildes Aroma. Außer Schichtkäse und Hüttenkäse zeichnen Frischkäse sich durch eine glatte und weiche Konsistenz aus. Da die meisten sehr weich sind, verpackt man sie in Kunststoffbechern. Die Farbe variiert je nach Fettgehalt von milchweiß bis braun.

## DDR
Gemäß der TGL 7947/02 wurde Käse anders systematisiert. Als Untergruppe definierte man nichtreifende Käse, zu denen Frischkäse, Schichtkäse, Buttermilchquark, Speisequark und Speisequarkzubereitungen gehörten.

## Schweiz
In der Schweiz gibt es für Frischkäse ebenfalls eine eigene Gruppe, die dortige Klassifizierung ist unter „Käsetyp“ zu finden.